# Birth of the Cool
 Der er for få eller ingen kildehenvisninger i denne artikel, hvilket er et problem. Du kan hjælpe ved at angive troværdige kilder til de påstande, som fremføres i artiklen.

Birth of the Cool er en Miles Davis-samling af 12 jazznumre for 9 musikere, indspillet i 1949 og 1950, der udkom samlet for første gang i 1957. I alt medvirkede 19 musikere ved de tre indspilninger med Gerry Mulligan, Lee Konitz, John Barber og Miles Davis som de eneste gengangere.

## Numrene
- 1. Move (Denzil Best) – 2:35
- 2. Jeru (Gerry Mulligan) – 3:10
- 3. Moon Dreams (Chummy MacGregor, Johnny Mercer) – 3:21
- 4. Venus de Milo (Gerry Mulligan) – 3:14
- 5. Budo (Miles Davis, Bud Powell]) – 2:34
- 6. Deception (Miles Davis) – 2:50
- 7. Godchild (George Wallington) – 3:12
- 8. Boplicity (Cleo Henry) – 3:02
- 9. Rocker (Gerry Mulligan) – 3:07
- 10. Israel (Johnny Carisi) – 2:19
- 11. Rouge (John Lewis) – 3:17
- 12. Darn That Dream (Eddie DeLange, James Van Heusen) – 3:26. (Var ikke på 1957-pladen, men kom med på udgivelse i 1971).

## Besætningerne
1, 2., 5, 7
(indspillet 21. januar 1949)
Miles Davis (leder og trompet), Kai Winding (trombone), Junior Collins (horn), John Barber (tuba), Lee Konitz (altsax), Gerry Mulligan (barytonsax), Al Haig (klaver), Joe Schulman (bas), Max Roach (trommer).
4, 8, 10, 11
(indspillet 22. april 1949)
Miles Davis (leder og trompet), J. J. Johnson (trombone), Sandy Siegelstein (horn), John Barber (tuba), Lee Konitz (altsax), Gerry Mulligan (barytonsax), John Lewis (klaver), Nelson Boyd (bas), Kenny Clarke (trommer).
3, 6, 9, 12
(indspillet 9. marts 1950)
Miles Davis (leder og trompet), J. J. Johnson (trombone), Gunther Schuller (horn), John Barber (tuba), Lee Konitz (altsax), Gerry Mulligan (barytonsax), Al McKibbon (bas), Max Roach (trommer).